# Livello fisico
In telecomunicazioni il livello fisico (physical layer) è il primo livello del modello OSI per le reti di calcolatori. Nella trasmissione, questo livello riceve dal livello di collegamento dati (data link layer) la sequenza di bit pacchettizzata da trasmettere sul canale e la converte in segnali adatti al mezzo trasmissivo come cavo coassiale (connettore BNC), doppino STP o UTP, fibre ottiche o onde radio.

## Caratteristiche
In particolare, uno standard di livello fisico definisce:
- le caratteristiche fisiche del mezzo trasmissivo come forma, dimensioni, numero di piedini di un connettore e specifiche meccaniche;
- le caratteristiche funzionali come il significato dei pin di un componente;
- le caratteristiche elettriche, come i valori di tensione per i livelli logici, la codifica e la durata di ogni bit;
- la codifica del segnale digitale su un mezzo trasmissivo che è inerentemente analogico (modulazione numerica).

Esistono diversi standard relativi alla gestione del mezzo trasmissivo, sia esso analogico o digitale.

## Mezzi trasmissivi
I mezzi trasmissivi utilizzati per la realizzazione di un canale in una rete vengono solitamente suddivisi in tre categorie, a seconda del fenomeno fisico utilizzato per trasmettere i bit:
- mezzi elettrici: per la trasmissione utilizzano la proprietà dei metalli di condurre l'energia elettrica (come doppini telefonici e cavi coassiali);
- mezzi ottici: per la trasmissione utilizzano la luce (come le fibre ottiche multimodale o monomodale o la trasmissione in aria via laser);
- mezzi wireless ("senza cavo"): per la trasmissione utilizzano le onde elettromagnetiche (come le trasmissioni radio a microonde e le trasmissioni radio via satellite). In questo caso il mezzo trasmissivo può essere considerato lo spazio "vuoto" tra mittente e destinatario.

### Caratteristiche dei mezzi trasmissivi
Le caratteristiche basilari di un mezzo trasmissivo sono:
- la riduzione della potenza del segnale al crescere della distanza percorsa (o attenuazione);
- la suscettibilità alla degradazione del segnale a causa di elementi esterni (o rumore o interferenza);
- i fenomeni di distorsione del segnale trasmesso;
- la capacità (o banda passante);
- i costi;
- i suoi requisiti in maneggevolezza, aggiornabilità e gestione.

Uno stesso mezzo trasmissivo può essere utilizzato su diverse bande trasmissive. In tal caso, le caratteristiche di attenuazione, rumore e distorsione, possono essere diverse per ciascuna banda. Questo accade, ad esempio, per le fibre ottiche, che hanno tre diverse finestre trasmissive.